# Trechiama
Trechiama is een geslacht van kevers uit de familie van de loopkevers (Carabidae). De wetenschappelijke naam van het geslacht is voor het eerst geldig gepubliceerd in 1927 door Jeannel.

## Soorten
Het geslacht Trechiama omvat de volgende soorten:
- Trechiama abcuma Ueno, 1992
- Trechiama accipitris Ueno, 1983
- Trechiama acco Ueno, 1989
- Trechiama acutidens Ueno, 1986
- Trechiama advena Ueno, 1983
- Trechiama akinobui Ueno, 1986
- Trechiama alatus Ueno, 1979
- Trechiama albidivalis Ueno, 1994
- Trechiama ancorifer Ueno, 1995
- Trechiama angulicollis Jeannel, 1954
- Trechiama angustus Ueno, 1985
- Trechiama apicedentatus Ueno, 1979
- Trechiama applanatus Ueno, 1980
- Trechiama asymmetricus Ueno, 1990
- Trechiama babai Ueno, 1994
- Trechiama balli Ueno, 1986
- Trechiama bandoi Ueno, 1986
- Trechiama borealis Ueno, 1961
- Trechiama brevior Ueno, 1980
- Trechiama canalatus Ueno, 1980
- Trechiama chikaichii Ueno, 1957
- Trechiama chui Ueno, 1990
- Trechiama cognatus Ueno, 1988
- Trechiama cordicollis Ueno, 1974
- Trechiama cornutus Ueno, 1983
- Trechiama crassilobatus Ueno, 1977
- Trechiama crassipes Ueno, 1997
- Trechiama cuancao Ueno, 1991
- Trechiama cuspidatus Ueno, 1985
- Trechiama dispar Ueno, 1988
- Trechiama dissitus Ueno, 1984
- Trechiama duplicatus Ueno, 1986
- Trechiama echigonis Ueno, 1972
- Trechiama etsumianus Ueno, 1988
- Trechiama exilis Ueno, 1983
- Trechiama expectatus Ueno, 1983
- Trechiama fujitai Ueno, 1969
- Trechiama fujiwaraorum Ueno, 1981
- Trechiama gracilor Ueno, 1980
- Trechiama grandicollis Ueno, 1980
- Trechiama habei Ueno, 1954
- Trechiama hamatus Ueno, 1990
- Trechiama hiurai Ueno, 1985
- Trechiama imadatei Ueno et Shibanai, 1954
- Trechiama inermis Ueno, 1980
- Trechiama inexpectatus Ueno, 1980
- Trechiama inflexus Ueno, 1971
- Trechiama insolitus Ueno, 1959
- Trechiama insperatus Ueno, 1970
- Trechiama instabilis Ueno, 1981
- Trechiama insularis Ueno, 1980
- Trechiama intermedius Ueno, 1980
- Trechiama itoi Ueno, 1995
- Trechiama iwasakii Ueno, 1988
- Trechiama janoanus Jeannel, 1939
- Trechiama kawanoi Ueno, 1975
- Trechiama kimurai Ueno, 1959
- Trechiama kosugei Ueno, 1955
- Trechiama kryzhanovskii Lafer, 1989
- Trechiama kurosawai Ueno, 1986
- Trechiama kusakarii Ueno, 1986
- Trechiama kuznetsovi Ueno et Lafer, 1992
- Trechiama lavicola Ueno, 1960
- Trechiama lewisi Jeannel, 1924
- Trechiama longicollis Ueno, 1986
- Trechiama longissimus Ueno, 1991
- Trechiama mahoae Ueno, 1980
- Trechiama mammalis Ueno, 1987
- Trechiama masaakii Ueno et Sone, 1994
- Trechiama masatakai Ueno, 1983
- Trechiama medicirex Ueno, 1989
- Trechiama meridianus Ueno, 1994
- Trechiama minutus Ueno, 1971
- Trechiama morii Ashida, 1999
- Trechiama moritai Ueno, 1985
- Trechiama murakamii Ueno, 1984
- Trechiama nagahinis Ueno, 1976
- Trechiama nakaoi Ueno, 1972
- Trechiama namigatai Ueno, 1989
- Trechiama nivalis Ueno, 1986
- Trechiama nonensis Ueno, 1995
- Trechiama notoi Ueno, 1981
- Trechiama obliquus Ueno, 1985
- Trechiama occidentalis Ueno, 1987
- Trechiama ohkawai Ueno, 1993
- Trechiama ohkurai Ueno, 1996
- Trechiama ohruii Ueno, 1972
- Trechiama ohshimai Ueno, 1951
- Trechiama ondai Ueno, 1993
- Trechiama oni Ueno, 1955
- Trechiama oniceps Ueno, 1989
- Trechiama onocoro Ueno, 1983
- Trechiama oopterus Ueno, 1995
- Trechiama oreas Bates, 1883
- Trechiama ovoideus Ueno, 1970
- Trechiama pacatus Ueno, 1994
- Trechiama pallidior Ueno, 1981
- Trechiama parvus Ueno, 1980
- Trechiama perissus Ueno, 1983
- Trechiama planipennis Ueno, 1995
- Trechiama pluto Ueno, 1958
- Trechiama reductoculatus Ueno, 1992
- Trechiama rotundipennis Ueno, 1980
- Trechiama ruri Ashida, 1998
- Trechiama sasajii Ueno, 1980
- Trechiama satoui Ueno, 1975
- Trechiama setosus Ueno, 1990
- Trechiama shuten Ueno, 1978
- Trechiama sichotanus Lafer, 1989
- Trechiama sigma Ueno, 1980
- Trechiama silicicola Ueno, 1981
- Trechiama sinuatus Ueno, 1995
- Trechiama sonei Ueno, 1982
- Trechiama sonuta Ueno, 1992
- Trechiama spinosus Ueno, 1980
- Trechiama spinulifer Ueno, 1985
- Trechiama subparallelus Ueno, 1980
- Trechiama suzukaensis Ueno, 1980
- Trechiama suzukii Ueno, 1989
- Trechiama tamaensis Yoshida et Nomura, 1960
- Trechiama tangonis Ueno, 1985
- Trechiama tanzawanus Ueno et Sane, 1994
- Trechiama tener Ueno, 1989
- Trechiama tenuiformis Ueno, 1980
- Trechiama tenuis Ueno, 1983
- Trechiama teradai Ueno, 1971
- Trechiama terraenovae Ueno, 1988
- Trechiama tokui Ueno, 1989
- Trechiama triops Ueno, 1994
- Trechiama tsurugaensis Ueno, 1980
- Trechiama umbraticus Ueno, 1983
- Trechiama uncatus Ueno, 1986
- Trechiama varians Ueno, 1981
- Trechiama watanabei Ueno, 1971
- Trechiama yokoyamai Ueno, 1958
- Trechiama yoro Ashida, 1998
- Trechiama yoshiakii Ueno, 1978
- Trechiama yoshidai Ueno, 1983
- Trechiama yoshikoae Ueno, 1994
- Trechiama yukikoae Ueno, 1985